# Bataille de Meligalás
Résistance en Grèce pendant la Seconde Guerre mondiale
La bataille de Meligalás, en grec moderne : Μάχη του Μελιγαλά, Machi tou Meligala, a lieu à Meligalás, en Messénie, dans le sud-ouest de la Grèce, du 13 au 15 septembre 1944, entre les forces de résistance de l'Armée populaire de libération nationale grecque (ELAS) et les bataillons de sécurité collaborationnistes.
Pendant l'occupation de la Grèce par l'Axe, les forces partisanes de l'ELAS commencent à opérer dans le Péloponnèse, à partir de 1942, et, en 1943, elles commencent à établir leur contrôle sur la région. Pour les affronter, les autorités d'occupation allemandes forment les bataillons de sécurité, qui participent non seulement aux opérations antiguérilla mais aussi aux représailles de masse contre la population civile locale. À l'approche de la libération de la Grèce, en 1944, les bataillons de sécurité sont de plus en plus pris pour cible, par l'ELAS. 
Après le retrait des forces allemandes du Péloponnèse, en septembre 1944, une partie des forces collaborationnistes de Kalamata se retire à Meligalás, où une force d'environ 1 000 hommes des bataillons de sécurité se rassemble.
Ils y sont rapidement encerclés par des détachements de l'ELAS, forts de quelque 1 200 hommes. Après une bataille de trois jours, les partisans de l'ELAS enfoncent les fortifications et entrent dans la ville. La victoire de l'ELAS est suivie d'un massacre, au cours duquel des prisonniers et des civils sont exécutés près d'un puits. Le nombre de personnes exécutées est estimé entre 700 et 1 100 personnes,  selon les cas. Après que la nouvelle du massacre se soit répandue, la direction de l'ELAS et celle de son groupe politique, le Front de libération nationale (EAM), prend des mesures pour assurer une transition pacifique du pouvoir dans la plus grande partie du pays, en limitant les représailles.
Pendant l'après-guerre et après la guerre civile grecque, l'establishment de droite au pouvoir a immortalisé le massacre de Meligalas, comme preuve de la brutalité communiste, et a commémoré les victimes comme des héros patriotiques. À la suite de la Metapolítefsi, le soutien officiel de cette commémoration a cessé. Le massacre continue d'être commémoré par les descendants et les sympathisants idéologiques des bataillons de sécurité, et reste un point de référence et un cri de ralliement tant pour l'extrême droite que pour la gauche en Grèce.

## Contexte politique et militaire

### Émergence de la résistance en Messénie occupée
Après l'invasion allemande de la Grèce, en avril 1941, Adolf Hitler veut rapidement dégager les forces allemandes, en vue de l'invasion imminente de l'Union soviétique. En conséquence, la plus grande partie occupée du pays, y compris le Péloponnèse, passe sous le contrôle militaire italien.
La Thrace occidentale et la Macédoine orientale passent sous contrôle bulgare, et diverses régions stratégiquement importantes (notamment Athènes, Le Pirée, la Crète, Thessalonique avec la Macédoine-Centrale) restent sous contrôle allemand,.
Dans la province de Kalamata, le tout nouveau Front de libération nationale (EAM), dirigé par les communistes, commence son activité, en 1942, encourageant la résistance passive à l'impopulaire confiscation des récoltes, par les autorités militaires italiennes, et entame les premières démarches pour former des troupes de partisans,. Les premiers groupes de gauche se forment à travers le Péloponnèse ; leurs engagements se limitent à des escarmouches avec la gendarmerie grecque et l'armée italienne, et à la fin de 1942, ils sont presque tous soit détruits, soit contraints d'évacuer vers la Grèce-Centrale. En avril 1943, alors que le Péloponnèse est considéré comme « libre de partisans », par les autorités d'occupation, le Wing commander Dimitris Michos (el), qui avait été emprisonné auparavant par les Italiens, forme un nouveau groupe de partisans, sur ordre de l'EAM. Après ses premiers succès, et avec l'arrivée des renforts demandés sur le continent, le groupe se développe et commence à attaquer ouvertement les soldats italiens et leurs informateurs grecs,,. En juin 1943, le nombre de partisans de l'Armée populaire de libération nationale grecque (ELAS), dans le Péloponnèse, atteint environ 500 hommes au total. En raison de l'absence d'un commandement central et des difficultés de communication, ils sont dispersés et fonctionnent comme des groupes quasi-autonomes. En août 1943, selon un rapport des services de renseignement allemands, l'activité des partisans s'est intensifiée dans les régions montagneuses de Messénie, où 800 hommes opèrent, sous les ordres de Kostas Kanellopoulos (el).
Au début de 1943, l'Armée hellénique (el) (ES), formée d'anciens officiers royalistes, pour la plupart, se constitue en groupe de résistance et forme ses propres petits groupes armés, qui s'affrontent aux Italiens. Au départ, elle se déclare politiquement indépendante et neutre, mais après avoir noué des liens avec des réseaux royalistes, principalement dans la région et à Athènes, elle passe à une position anti-EAM, en juillet,. Les Britanniques font des efforts pour unifier les groupes locaux de la résistance, dans le Péloponnèse, mais ceux-ci échouent et, en août 1943, l'Espagne affronte l'ELAS, tandis que certains de ses dirigeants les plus importants, tels que Dionysios Papadongonas (el) et peut-être aussi Tilemachos Vrettakos, cherchent respectivement à collaborer avec les autorités d'occupation italiennes et allemandes, contre l'ELAS. Toutefois, le retard apparent de l'aide allemande, les pertes subies par les hommes de Vrettakos, lors d'un affrontement avec une unité allemande à Pyrgáki, en Arcadie, et l'arrêt des largages aériens alliés, à destination de l'ES et l'ELAS, entraînent la défaite et la dissolution de la première aux mains de la seconde en octobre. L'EAM/ELAS devient ainsi la seule force de résistance organisée dans le Péloponnèse,.

### Prise de contrôle allemande et création des bataillons de sécurité

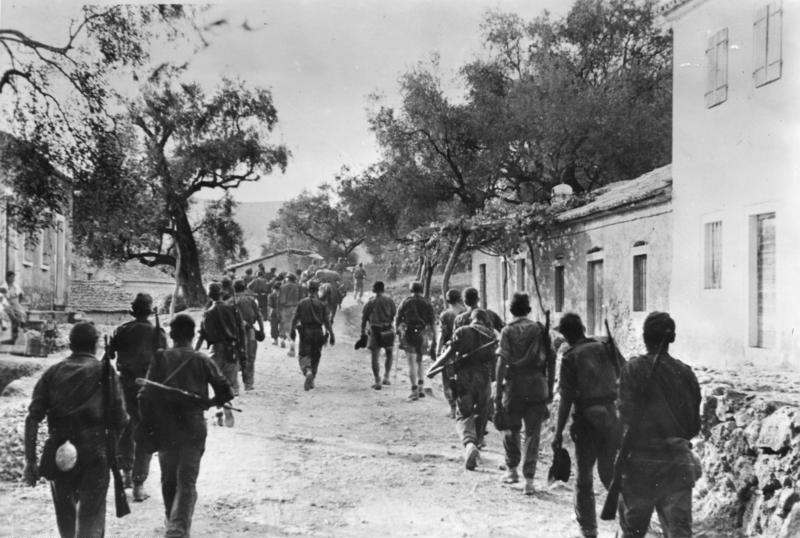
Les troupes allemandes entrent dans l'ancienne zone italienne (Corfou 1943).

Entre-temps, après la capitulation italienne, en septembre 1943, le commandement général des opérations antipartisanes, dans le sud du Péloponnèse, tombe entre les mains du général de division allemand Karl von Le Suire, commandant de la 117e division de chasseurs, qui avait été déplacée, dans la région, en juillet. En octobre, Le Suire est nommé seul commandant militaire du Péloponnèse. La ville de Meligalás, au nord de la Messénie, qui sous l'occupation italienne avait abrité une caserne de carabiniers, devient le siège de deux compagnies d'infanterie allemandes,. La capitulation italienne entraîne un renforcement, immédiat et considérable, de l'ELAS en termes de moral, de personnel et de matériel, et avec le soutien des Britanniques, les forces de l'ELAS commencent à attaquer des cibles allemandes. Dans les districts montagneux du Péloponnèse, les représentants de l'EAM/ELAS traduisent leur monopole de la résistance armée dans l'exercice de l'autorité, mais ils rencontrent des difficultés avec la population locale, majoritairement conservatrice et royaliste,,. La désaffection des paysans est encore alimentée par l'obligation de nourrir les partisans dans des conditions de malnutrition et par une perturbation générale de la production agricole causée par l'hyperinflation croissante et par les vastes raids antipartisans allemands (Säuberungen),. Ces opérations conduisent à des représailles contre la population civile, sur un ordre donné, en juillet, par Hellmuth Felmy, commandant du 68e corps d'armée. Dans le Péloponnèse, Le Suire exécute ces ordres avec une impitoyabilité particulière, d'autant plus que la menace partisane s'est accrue, entraînant, en décembre, le massacre de Kalávryta.

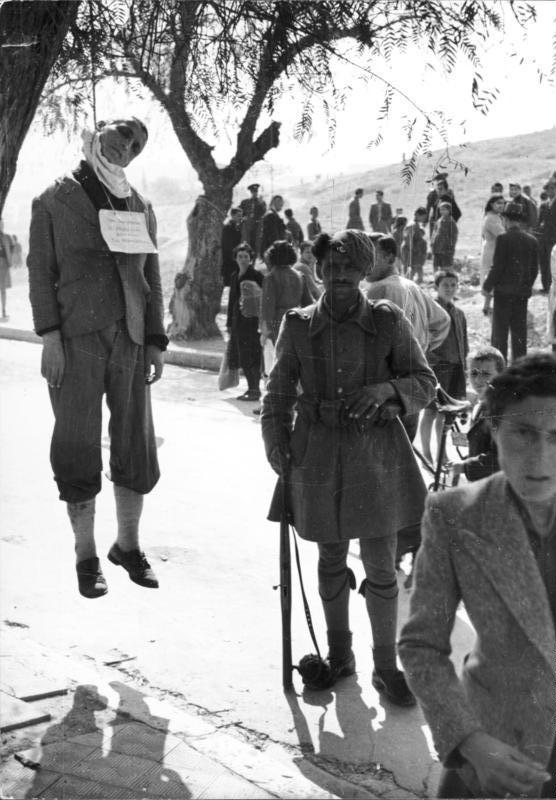
Un membre des bataillons de sécurité se tient près d'un homme exécuté (1943).

En 1943, les commandants allemands en Grèce concluent que leurs propres forces sont insuffisantes pour supprimer l'ELAS. En conséquence, et afin « d'épargner le sang allemand », la décision est prise de recruter les éléments anticommunistes de la société grecque pour combattre l'EAM,.
Outre les bataillons d'evzones (en grec moderne : Ευζωνικά Τάγματα) créés par le gouvernement collaborationniste de Ioánnis Rállis, à la fin de 1943, des bataillons de sécurité indépendants (en grec moderne : Τάγματα Ασφαλείας, ΤΑ) commencent à être constitués, en particulier dans le Péloponnèse, où les affiliations politiques d'une grande partie de la population et la dissolution violente de l'ES fournissent un large réservoir de recrutement d'anticommunistes,.
Au début de 1944, cinq bataillons sont formés et placés sous le commandement général de Papadongonas. L'un d'eux est le bataillon de sécurité de Kalamata (en grec moderne : Τάγμα Ασφαλείας Καλαμών), basé à Meligalás, qui contrôle la route de Kalamata à Tripoli et toute la zone du sud,,. Les bataillons de sécurité sont subordonnés au chef supérieur de la SS et de la Police en Grèce, Walter Schimana, mais le développement de relations de confiance entre les commandements des différents bataillons et les autorités locales allemandes leur permet de jouir d'une relative liberté de mouvement,.
Les bataillons de sécurité servent de garnisons dans les villes du Péloponnèse, mais participent aussi de plus en plus aux opérations antipartisanes allemandes ; ils choisissent ceux qui seront exécutés parmi les prisonniers et exécutent eux-mêmes les otages, en représailles aux attaques partisanes, contre des cibles allemandes (comme cela s'est produit après l'exécution du général de division Franz Krech par l'ELAS, en avril 1944),, acquérant ainsi une réputation de manque de discipline et de brutalité.

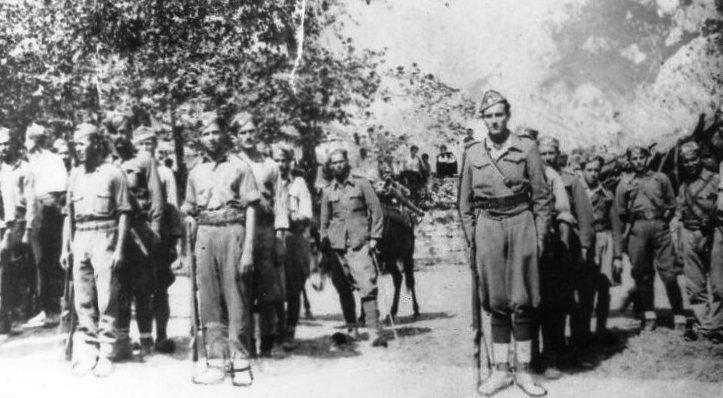
Combattants de l'ELAS.

Après avoir subi quelques assauts précoces, l'ELAS parvient à retrouver son influence et, à partir de 1944, mène un sabotage constant sur les voies de ravitaillement utilisées par l'armée allemande,. En avril 1944, l'ELAS attaque pour la première fois, une ville tenue par une garnison allemande à Meligalás, mais l'assaut est repoussé.
Le même mois, le chef de l'EAM, Georgios Siantos, à la suite de rapports d'indiscipline, parmi les forces partisanes du Péloponnèse, y envoie Áris Velouchiótis, en tant que représentant du Comité politique de libération nationale (PEEA), le nouveau gouvernement parallèle de l'EAM. La tâche de Velouchiótis est de réorganiser la 3e division de l'ELAS, qui compte un effectif total d'environ 6 000 hommes,,. Velouchiótis impose rapidement une discipline stricte, parvenant à inverser la baisse du nombre de partisans et à augmenter le nombre de leurs attaques, sur les cibles ennemies. La détérioration de la situation militaire conduit Felmy à déclarer le Péloponnèse, comme zone de combat, en mai, ce qui permet à Le Suire de déclarer, à son tour, la loi martiale, limitant la liberté de mouvement et de rassemblement de la population civile. Néanmoins, les ratissages et les représailles, des Allemands et de leurs collaborateurs, ne suffisent pas à inverser la pénétration de l'ELAS, dans les campagnes de Messénie et de la Laconie voisine. Dans la région de Kalamata, où, pendant l'occupation, des milliers de maisons sont incendiées et environ 1 500 personnes exécutées, les représailles des bataillons de sécurité se poursuivent, jusqu'à la fin de l'été. Fin août, si les affrontements entre l'ELAS et les Allemands diminuent, ceux entre l'ELAS et les bataillons de sécurité augmentent régulièrement.

### Position des collaborateurs grecs
En novembre 1943, la troisième conférence de Moscou publie une « déclaration commune sur les atrocités » des dirigeants alliés Franklin Delano Roosevelt, Winston Churchill et Joseph Staline, concernant la poursuite et le jugement des Allemands, responsables de crimes de guerre contre les nations occupées. Cela sert également de base à la condamnation des collaborateurs de l'Axe dans les pays occupés. Dans l'esprit de cette déclaration, le gouvernement grec en exil annonce la révocation de la nationalité grecque des membres des gouvernements collaborationnistes, tandis que le PEEA publie un acte juridique proscrivant la peine de mort pour haute trahison à ceux qui ont collaboré avec les autorités d'occupation, y compris les membres des bataillons de sécurité. Cependant, la confrontation naissante, entre l'EAM et le gouvernement en exil et ses partisans britanniques, qui, depuis 1943 au moins, ont commencé à considérer l'EAM comme un obstacle à leurs propres plans pour le rôle d'après-guerre de la Grande-Bretagne en Grèce, conduit les Britanniques à envisager la possibilité d'utiliser les bataillons de sécurité dans le cadre de l'armée nationale grecque prévue pour l'après-guerre, ou au moins comme un moyen de pression et d'obtenir que l'EAM accepte de soutenir un gouvernement d'unité nationale. Ainsi, lors des négociations sur la formation d'un nouveau gouvernement, Geórgios Papandréou, chef du gouvernement en exil, résiste à la pression des délégués du PEEA pour condamner publiquement les bataillons de sécurité, arguant que cela a déjà été fait lors de la Conférence du Liban, en mai 1944, et en juin, il fait suspendre la propagande alliée contre les bataillons de sécurité, à la fois par le dépôt de tracts et par des émissions radio,.

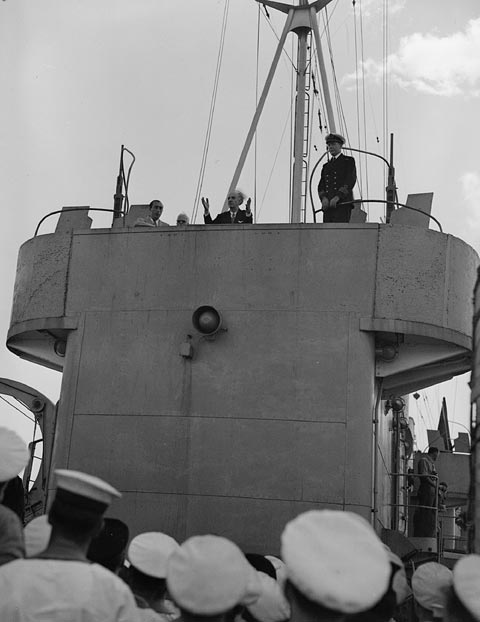
Discours de Geórgios Papandréou sur un navire de guerre canadien avant de retourner en Grèce (1944).

Avec la progression de l'Armée rouge sur le front de l'Est et l'invasion de la Roumanie (en), le 23 août 1944, le commandement allemand décide de retirer la 117e division du Péloponnèse. Trois jours plus tard, l'évacuation complète des forces allemandes de la Grèce continentale est actée,. Les Britanniques souhaitent le maintien du statu quo, jusqu'à l'arrivée de leurs forces et du gouvernement Papandréou, et veulent surtout éviter que les armes et équipements allemands ne tombent entre les mains des partisans. D'autre part, l'EAM/ELAS et ses partisans sont avides de vengeance, sur les restes de la gendarmerie collaborationniste et des bataillons de sécurité. Après le retrait des troupes allemandes du Péloponnèse, la position de leurs anciens alliés est devenue très précaire et les craintes de représailles de l'ELAS se répandent. Le 3 septembre, le chef militaire de l'ELAS, Stefanos Sarafis (en), publie une proclamation appelant les membres des bataillons de sécurité à se rendre avec leurs armes, afin de préserver leur vie. Le même jour, le lieutenant général britannique Ronald Scobie, nommé commandant en chef de toutes les forces grecques, donne l'ordre à son adjoint, à Athènes, le lieutenant général grec Panagiotis Spiliotopoulos (en), de recommander au personnel des bataillons de sécurité de déserter ou de se rendre à lui, avec la promesse qu'ils seraient traités comme des prisonniers de guerre ordinaires. Cet ordre, cependant, ne s'applique pas aux bataillons de sécurité du Péloponnèse ou est en fait ignoré par eux. Comme l'EAM a rejoint le gouvernement Papandréou, le 15 août, une déclaration officielle, du 6 septembre, par le nouveau gouvernement d'unité nationale est publiée. Les membres des bataillons de sécurité y sont désignés comme des criminels contre la patrie et appelés à « abandonner immédiatement » leurs positions et à rejoindre les Alliés. Dans le même temps, la déclaration appelle les forces de résistance à cesser tout acte de représailles, insistant sur le fait que rendre la justice est un droit réservé à l'État et non aux « organisations et individus », tout en promettant que « la Némésis nationale sera implacable »,,.

### Retrait allemand et conséquences

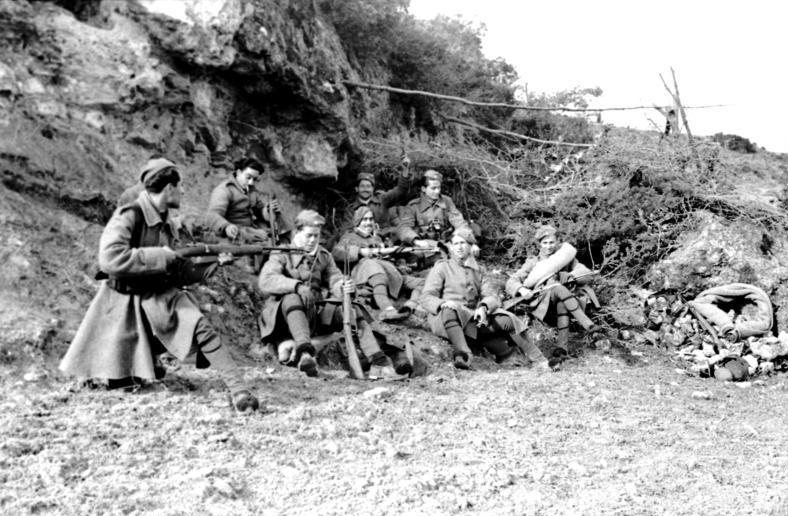
Des hommes des bataillons de sécurité se reposent dans la campagne (1943).

Pendant les derniers mois de l'occupation allemande, Walter Blume, le chef de la police de sécurité allemande (SD) développe sa « thèse du chaos », impliquant non seulement une politique de la terre brûlée en profondeur, mais encourageant également le glissement de la Grèce, vers la guerre civile et le chaos. Alors que les propositions plus radicales de Blume concernant l'élimination de la direction politique d'avant-guerre (essentiellement anticommuniste et pro-britannique) sont stoppées par des éléments plus sobres, au sein de la direction allemande, lors de leur retrait du Péloponnèse, début septembre, les Allemands détruisent des ponts et des lignes de chemin de fer et laissent des armes et des munitions aux bataillons de sécurité, jetant ainsi les bases d'une guerre civile, avec l'ELAS.
Sur la base de la dénonciation des bataillons de sécurité, par le gouvernement d'unité nationale, l'ELAS considère les bataillons de sécurité comme des formations ennemies. À Pyrgos, capitale de l'Élide, le commandant du bataillon local, Georgios Kokkonis, annonce qu'il place son unité sous le commandement du roi, en exil, George II et du gouvernement national. Kokkonis  conduit des négociations avec l'ELAS, essayant d'empêcher son entrée dans la ville, avant l'arrivée d'un représentant officiel du gouvernement, tandis que l'ELAS exige le désarmement immédiat de l'unité. Finalement, l'ELAS attaque le 9 septembre et, après une lutte sanglante, s'empare de la ville, le lendemain,. À Tripolis, les négociations entre le colonel Papadongonas et la 3e division de l'ELAS échouent rapidement. Alors que les partisans encerclent la ville, minent les routes,  coupent son approvisionnement en eau, et que leurs propres munitions commencent à s'épuiser, les bataillons de sécurité sombrent dans la panique. Certains font défection, mais les autres installent un régime de terreur, dans la ville : toute personne, même suspectée, ayant des liens avec les partisans est emprisonnée et Papadongonas menace de les faire exploser si l'ELAS attaque, tandis que ses hommes minent la ville et exécutent les gens dans les rues. Néanmoins, Papadongonas parvient à tenir jusqu'à la fin du mois de septembre, lorsqu'il se rend à une unité britannique.

## Événements en Messénie
À Kalamata, les Allemands partent le 5 septembre, laissant la gendarmerie comme seule force armée officielle dans la ville. Utilisant les représentants du quartier général des alliés au Moyen-Orient comme intermédiaires, l'ELAS approche le préfet de Messénie, Dimitrios Perrotis, proposant le désarmement des bataillons de sécurité locaux et leur emprisonnement, jusqu'à l'arrivée du gouvernement national en exil. Après le rejet de cette proposition, l'ELAS attaque la ville, à l'aube du 9 septembre. Lorsque les partisans vainquent la résistance des bataillons, un grand nombre de civils locaux commencent à arriver dans la ville pour se venger. Environ 100 à 120 bataillons, sous le commandement du sous-lieutenant Nikos Theofanous et de Perrotis, parviennent à s'échapper de la ville, par la ligne de chemin de fer non surveillée, et se réfugient à Meligalás. Une forte force d'environ 800 hommes des bataillons de sécurité y est déjà enrôlée, et est renforcée par 100-120 hommes supplémentaires qui arrivent de Kopanáki, le 11 septembre.
Par conséquent, la prise de Meligalás revêt une importance majeure, pour l'ELAS, dans sa tentative d'assurer son contrôle sur le Péloponnèse. L'archimandrite Ioíl Giannakópoulos (el), accompagné de deux officiers britanniques, se rend dans la ville, pour présenter une proposition de désarmement des bataillons et leur transfert dans un camp de prisonniers sécurisé jusqu'à l'arrivée du gouvernement, afin de garantir leur vie et leurs biens ainsi que ceux de leurs familles, mais Perrotis la rejette. Les appels des proches des bataillons qui sont arrivés des villages voisins connaissent un sort similaire.

### Bataille de Meligalás
Les hommes des bataillons de sécurité installent une mitrailleuse lourde dans la tour de l'horloge de l'église Agios Ilias, de Meligalás, et distribuent les quelque 50 mitrailleuses légères qu'ils possèdent, dans les maisons autour de l'église et dans les remparts semi-circulaires autour de l'enceinte de Meligalás. Les forces de l'ELAS, composées d'environ 1 200 hommes des 8e et 9e régiments, lancent leur attaque le matin du 13 septembre. L'attaque suit un plan établi avec la participation de Giánnis Michalópoulos (el) (nom de guerre « Orion ») du personnel de la 9e brigade de l'ELAS : Le 2/9e bataillon prend en charge le secteur situé entre les routes Meligalas-Anthousa et Meligalas-Neochori, le 1/9e bataillon prend lui en charge le secteur au nord-est du sommet de Profitis Ilias, le 3/9e bataillon est chargé du secteur nord jusqu'à la route de Meropi (en) quant au 1/8e bataillon, il se charge de la plaine orientale jusqu'à la route de Skala. Sur les hauteurs de Skala, l'ELAS positionne également son seul canon de 10,5 cm (sans affût), commandé par le capitaine d'artillerie Kostas Kalogeropoulos. 
Le plan de l'ELAS vise à faire avancer rapidement le 2/9e bataillon, commandé par le capitaine Tasos Anastasopoulos (Kolopilalas), à proximité des habitations proches de la place principale, afin que l'église d'Agios Ilias puisse être attaquée des deux côtés.
Cependant, les attaquants rencontrent un champ de mines improvisées, fait de boîtes de dynamite, mis en place par les bataillons de sécurité, dans l'après-midi et la soirée précédente, lors des négociations avec l'ELAS. 
Un nouveau plan est élaboré, visant à la prise d'Agios Ilias par une compagnie du 2/9ème bataillon, sous les ordres de Kóstas Basakídis (el). Ce nouvel assaut oblige les bataillons à démonter la mitrailleuse lourde de la tour de l'horloge, tandis que l'attaque du 1/8e bataillon force la garnison de la gare à se replier sur le marché couvert (en), où un certain nombre de sympathisants de l'EAM sont retenus en otage. De l'après-midi à la tombée de la nuit, les lignes des combattants restent les mêmes, mais les pertes subies par les bataillons entraînent une baisse de leur moral et une réticence à poursuivre la bataille. Leur commandant, le major Dionysios Papadopulos, envoie une délégation pour demander l'aide de Panagiotis Stoupas à Gargaliánoi, non loin de là, mais les délégués abandonnent leur mission dès qu'ils quittent Meligalás.
Le 14 septembre, à midi, un groupe de 30 partisans attaque, en lançant des Tellermines allemandes sur les barbelés protégeant Agios Ilias, mais ils sont repoussés par des tirs nourris des bataillons. Une escouade commandée par Basakidis parvient à faire sauter les barricades des défenseurs, mais sans soutien, elle est repoussée dans une contre-attaque menée par le sergent-major Panagiotis Benos.
La vue de combattants de l'ELAS blessés, et la nouvelle d'un meurtre commis par des membres des bataillons, renforcent l'hostilité des civils qui observent la bataille.
Le matin du 15 septembre, les chefs des bataillons de sécurité se réunissent en conseil. Le major Papadopoulos propose de tenter une percée en direction de Gargaliánoi, mais le conseil est brusquement interrompu lorsque la maison, où il se déroule, est touchée par un obus de mortier. De plus, des rumeurs sur le plan de percée sont répandues par les hommes de Perrotis, affolant les blessés des bataillons, mais aussi les sympathisants de l'EAM emprisonnés. Le conseil prend fin à la suite d'une nouvelle attaque de l'ELAS sur Agios Ilias, au cours de laquelle les hommes de Basakidis, à l'aide de grenades à main et de mitraillettes, réussissent à repousser les membres des bataillons de sécurité. Depuis leurs nouvelles positions, quatre partisans de l'ELAS commencent à tirer avec leurs mitrailleuses légères sur l'intérieur de la ville, tandis que dans le secteur du 1/8e bataillon, les membres des bataillons commencent à hisser des drapeaux blancs, en signe de reddition.
Quelques dizaines de membres des bataillons, sous les ordres du major Kazakos, tentent de s'échapper vers le sud et de là vers Derveni, mais ils subissent de lourdes pertes de la part de la réserve de l'ELAS, des Mavroskoúfides (el), la garde personnelle d'Áris Velouchiótis, et d'une escouade du 11e régiment de l'ELAS, sur les hauteurs près d'Anthousa.

### Représailles et exécutions

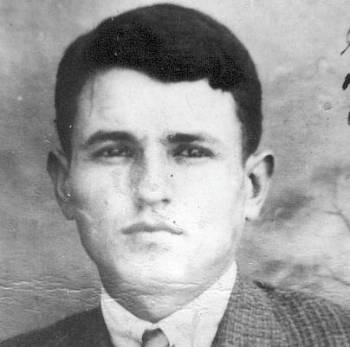
L'avocat Vasílis Brávos chef de la cour martiale de l'ELAS qui a ordonné les exécutions au puits.

La fin de la bataille est suivie par l'invasion de Meligalás par des civils, par un pillage et un massacre non contrôlés. 
Selon un rapport contemporain, conservé dans les archives du Parti communiste de Grèce (KKE), il s'agit d'habitants du village de Skala, qui avait été incendié par l'armée allemande. 
Parmi les captifs des bataillons, détenus dans les marchés couverts (en), Velouchiótis, arrivé à Meligalás peu après la fin de la bataille, avec son escorte personnelle, reconnait un gendarme qu'il avait précédemment arrêté puis relâché, et ordonne son exécution.
La première vague de représailles, tacitement encouragée par l'ELAS, par le biais d'une garde délibérément laxiste de ses captifs, est suivie d'une série d'exécutions organisées,.
Une cour martiale partisane est mise en place, dans la ville, dirigée par les avocats Vasílis Brávos (el) et Giánnis Karamoúzis (el). Cette cour condamne sommairement non seulement les quelque 60 officiers et autres chefs de bataillon - des listes avec leurs noms sont fournies par les cellules locales de l'EAM - mais aussi beaucoup d'autres, notamment pour des raisons ayant plus à voir avec des différends personnels qu'avec un quelconque crime commis. Les exécutions ont lieu dans un puits abandonné (πηγάδα) à l'extérieur de la ville,.
Selon la pratique habituelle, pour éviter que les bourreaux soient reconnus, les exécutions sont effectuées par un détachement de l'ELAS, d'une autre région, très probablement une escouade du 8e régiment, dont les hommes viennent de la région de Kosmás et Tsitália, en Arcadie.
Le 17 septembre, Velouchiótis s'installe à Kalamata, où Perrotis et d'autres fonctionnaires collaborationnistes ont également été amenés. Sur la place centrale de la ville, la foule enragée brise les rangs de la milice de l'ELAS et lynche certains des prisonniers, tandis que douze d'entre eux sont pendus à des lampadaires,.

### Estimation des victimes
Dans un communiqué de l'ELAS, du 26 septembre 1944, le général de division Emmanouíl Mántakas rapporte que « 800 Rallides [le surnom péjoratif des bataillons, à la suite de leur collaboration avec le Premier ministre Ioánnis Rállis] ont été tués », chiffre repris par Stefanos Sarafis dans son propre livre sur l'ELAS. Un rapport de la Croix-Rouge, qui s'est généralement efforcée d'être aussi objectif que possible, indique que le nombre de morts « dépassait 1 000 », tandis qu'un an plus tard, l'équipe du médecin légiste grec Dimítrios Kapsáskis (el)  déclare avoir récupéré 708 cadavres à Meligalás.
L'aile droite de l'après-guerre insiste sur un chiffre considérablement plus élevé, avec des estimations allant de 1 110 à plus de 2 500 victimes. Ainsi, Kosmas Antonopoulos, politicien de l'Union nationale radicale, dont le père a été exécuté par l'ELAS, écrit qu'environ 2 100 personnes ont été exécutées à Meligalás, bien qu'il cite des données pour 699 personnes,,,. En revanche, les auteurs favorables à l'EAM réduisent considérablement le nombre d'exécutions : le compte le plus détaillé calcule 120 tués au combat et 280-350 exécutés. Ilias Theodoropoulos, dont le frère a été tué à Meligalás, mentionne dans son livre, distribué par la « Société des victimes du puits de Meligalas », de 1 500 à plus de 2 000 morts, et il fournit une liste de 1 144 noms (dont 108 de Meligalás) de personnes tuées au combat et de celles exécutées par l'ELAS (y compris certaines des personnes lynchées à Kalamata, comme Perrotis). Parmi les victimes figurent 18 personnes âgées, 22 femmes et 9 adolescents (8 garçons et une fille), tandis que tous les autres - à quelques exceptions près où l'âge n'est pas mentionné - sont des hommes en âge de se battre,.

## Conséquences
Les événements de Meligalás et Kalamata ont été préjudiciables à l'EAM, dont les dirigeants ont d'abord nié qu'un massacre ait eu lieu, pour être ensuite contraints de le reconnaître et de le condamner. Les dirigeants les plus modérés de l'EAM, comme Alexandros Svolos et Sarafis, ont insisté sur le fait qu'ils ont fidèlement exécuté les ordres du gouvernement d'unité nationale et ont donné l'ordre de « cesser toutes les exécutions ».
Ces événements démontrent la volonté de l'ELAS d'endurer des pertes importantes afin de légitimer la prise de contrôle avant l'arrivée des forces britanniques et sa capacité à atteindre cet objectif entraîne un changement dans la politique britannique : les officiers de liaison britanniques, dans le Péloponnèse, qui jusqu'alors avaient reçu l'ordre de ne pas s'impliquer dans les événements, reçoivent désormais l'ordre d'intervenir pour assurer la remise, la garde et la livraison des armes des bataillons de sécurité, aux forces britanniques, afin d'éviter qu'elles ne tombent entre les mains de l'ELAS. En conséquence, grâce à la médiation des liaisons britanniques, de la Croix-Rouge, des représentants du gouvernement de Papandréou, ou même des autorités locales de l'EAM, dans de nombreuses villes de Grèce centrale et du Péloponnèse, les bataillons de sécurité se rendent sans résistance, ni effusion de sang. Il y a néanmoins eu plusieurs cas où des bataillons, s'étant rendus, ont été tués, soit par des partisans de l'ELAS, soit par des foules de civils et des parents de victimes de bataillons, comme à Pylos ou dans certains endroits du nord de la Grèce. Ceci est principalement le résultat d'un désir de vengeance généralisé au sein de la population, mais certains cas impliquent la coopération ou même l'instigation des cadres de l'EAM. La séparation sociale entre l'EAM et ses opposants, tant libéraux que nationalistes anticommunistes,  entraîne l'adoption d'une sorte de double discours. L'EAM proclame qu'elle soutient l'ordre et la restauration de l'autorité gouvernementale, tout en lançant une purge extrajudiciaire sanglante à grande échelle, afin, d'assurer sa domination politique avant l'arrivée des forces britanniques, d'améliorer sa position de négociation au sein du gouvernement et de satisfaire la demande populaire de vengeance, pour ensuite faire preuve de retenue et de respect devant la loi. Les rivaux de l'EAM garantisent en revanche sa participation au gouvernement tout en essayant de préserver la vie des collaborateurs.
En général, cependant, dans le vide du pouvoir qui suit le retrait allemand, les responsables de l'EAM/ELAS qui ont pris le contrôle tentent d'imposer l'ordre, d'empêcher les émeutes et les pillages et de résister aux appels à la vengeance de la population. Selon Mark Mazower, « le gouvernement de l'ELAS était aussi ordonné qu'on pouvait s'y attendre dans les circonstances extraordinaires qui ont prévalu. Les passions se sont déchaînées, et les soupçons intenses se sont mêlés à l'euphorie ». En outre, l'EAM/ELAS n'est pas une organisation monolithique ou étroitement contrôlée et ses représentants affichent des attitudes variés ; comme le font remarquer des observateurs britanniques, dans certaines régions, l'ELAS maintient l'ordre « de manière équitable et impartiale », tout en abusant de son pouvoir dans d'autres. 
Lorsque les forces britanniques débarquent dans le Péloponnèse, elles considèrent que la Garde civile nationale, créée par l'EAM à la fin de l'été pour assumer les fonctions de police des partisans et remplacer la gendarmerie collaborationniste discréditée, maintient le contrôle et l'ordre. À Patras, par exemple, des patrouilles conjointes de soldats britanniques et d'hommes de la Garde civile sont effectuées jusqu'en novembre 1944. Les représailles sont également un phénomène courant dans d'autres pays européens ayant souffert de l'occupation nazie, depuis les expulsions massives des Allemands, en Europe de l'Est, jusqu'aux exécutions massives des collaborateurs : plus de 10 000 en France, et entre 12 000 et 20 000 en Italie,.
Le 26 septembre 1944, l'accord de Caserte est signé par Papandréou, Napoléon Zérvas (en), chef de la Ligue nationale démocratique grecque (EDES), Sarafis au nom de l'ELAS, et Scobie. L'accord place l'ELAS et l'EDES sous le commandement général de Scobie, et désigne les bataillons de sécurité comme « instruments de l'ennemi », ordonnant qu'ils soient traités comme des éléments hostiles s'ils ne se rendent pas. Après la signature de l'accord, Scobie ordonne à ses officiers d'intervenir afin de protéger les bataillons, en les désarmant et en les gardant sous surveillance,.
Après la libération de la Grèce, en octobre 1944, les familles des victimes de Meligalás ont parfois reçu des pensions, sur la base de la loi 927/1943, du gouvernement collaborationniste sur les fonctionnaires militaires et civils assassinés « par des éléments anarchistes » dans l'exercice de leurs fonctions, loi qui est maintenue par les gouvernements d'après-guerre.

## Commémoration
Depuis septembre 1945, a lieu un office commémoratif annuel pour les victimes. Il est organisé par les autorités locales et a une représentation officielle, y compris, durant la junte militaire grecque, des membres du gouvernement. 
Les événements de Meligalas ont été utilisés politiquement et idéologiquement. Les dirigeants de la droite, après la guerre civile grecque, présentent Meligalás comme un symbole de la « barbarie communiste », tandis que les bataillons ont été commémorés exclusivement comme opposants ou victimes des communistes, car l'État grec d'après-guerre a tiré sa légitimité non pas du gouvernement collaborationniste, mais du gouvernement en exil. Dans les annonces des journaux pour la commémoration annuelle et les discours qui y sont prononcés, toute mention de l'appartenance des victimes aux bataillons de sécurité est omise ; à la place, elles sont désignées comme « ethnikofrones [personnes d'esprit national] assassinées » ou des « patriotes ».
En 1982, à la suite de la victoire électorale des socialistes du PASOK, l'année précédente, le ministère de l'intérieur déclare que ces commémorations encouragent l'intolérance et que, depuis 40 ans, elles favorisent la division. Il est décidé de la cessation de la participation des autorités officielles au service commémoratif.
Son organisation est désormais assurée par la Société des Victimes du Puits de Meligalás (en grec moderne : Σύλλογος Θυμάτων Πηγάδας Μελιγαλά), créée en 1980. La relative marginalisation du service commémoratif s'accompagne d'une transformation des discours, qui passent d'un discours de célébration à un discours d'excuse pour le rôle des victimes dans les bataillons de sécurité. Ces derniers temps, le service est fréquenté par les proches des victimes et par des groupes d'extrême droite ou même néonazis tels que Aube dorée.

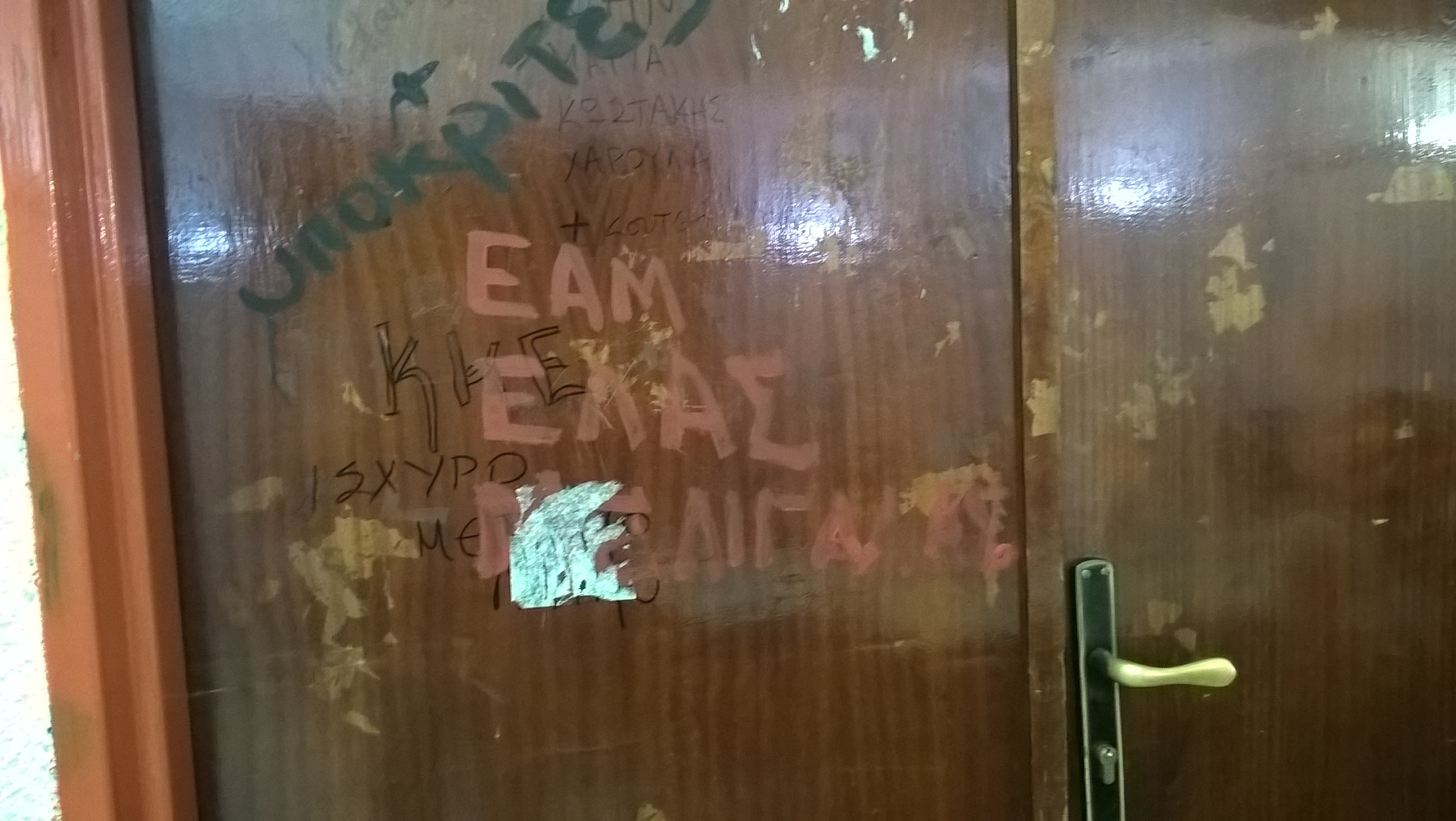
Un graffiti EAM-ELAS-Meligalás, à l'université Aristote de Thessalonique (vers 2011).

Au début des années 1980, les événements de Meligalás deviennent un point de référence lors des confrontations entre les étudiants universitaires, proches du mouvement de jeunesse communiste grecque "Rigas Feraios" - Panhellénique du Nord-Ouest (el) et des groupes de gauche, d'une part, et l'organisation de jeunesse de droite Organisation des jeunes de la Nouvelle Démocratie (el) (ONNED) et son aile étudiante, DAP-NDFK (el), d'autre part,. Après que le gouvernement du PASOK ait officiellement reconnu la contribution de l'EAM dans la résistance grecque, en 1982, les membres de Rigas Feraios inventent le slogan « EAM-ELAS-Meligalás » (en grec moderne : ΕΑΜ-ΕΛΑΣ-Μελιγαλάς) pour contrer la représentation positive des battalionistes, par les groupes de droite. Le slogan reste d'actualité lors de la conférence des étudiants universitaires, de 1992, après la guerre civile et les slogans anticommunistes utilisés par le DAP. À la fin des années 2000, lorsque les slogans et la rhétorique politiques, des années 1940, font de plus en plus surface dans le discours politique grec, et avec l'entrée d'Aube dorée au Parlement grec, en 2012, les événements de Meligalás sont réévalués de façon positive, par la gauche grecque, comme un exemple d'action militante antifasciste. Il est désormais courant d'y faire référence avec des slogans typiquement anti-autoritaires.

## Articles
- (el) Giannis N. Boskozos, « Ο Μελιγαλάς και ο "μύθος" του. Τα συνθήματα ένθεν κακείθεν που έγραψαν Ιστορία και οι σύγχρονοι νοσταλγοί του εμφύλιου μίσους » [« Meligalas et son "mythe". Les slogans d'ici et là qui ont écrit l'Histoire et la nostalgie moderne de la haine civile »], To Vima,‎ 11 septembre 2005 (lire en ligne, consulté le 23 septembre 2012). .
- (el) Hagen Fleischer, « Νέα στοιχεία για τη σχέση γερμανικών αρχών κατοχής και ταγμάτων ασφαλείας » [« Nouvelles informations sur les relations entre les autorités d'occupation allemandes et les bataillons de sécurité »], Mnimon, no 8,‎ 1982, p. 189-203 (ISSN 1105-3917, e-ISSN 1105-3917, DOI 10.12681/mnimon.231). .
- (el) Hagen Fleischer, « Η "κόκκινη" και η "μαύρη" βία » [« La violence «rouge» et «noire» »], To Vima,‎ 10 janvier 2010 (lire en ligne, consulté le 9 octobre 2020).
- (el) Stathis Kalyvas, « Η γεωγραφία της εμφύλιας βίας στην κατοχική Μεσσηνία: Μια ποσοτική προσέγγιση » [« La géographie de la violence civile en Messénie occupée: une approche quantitative »], Alfeios, Philologists Union of Messenia,‎ 2009, p. 39-59 (lire en ligne [PDF], consulté le 18 septembre 2020). .
- (el) Tasos Kostopoulos, « ΕΑΜ-ΕΛΑΣ-Μελιγαλάς » [« EAM-ELAS-Meligalás »], Efimerida ton Syntakton,‎ 30 juillet 2013 (lire en ligne, consulté le 11 octobre 2020). .
- (el) Tasos Kostopoulos, « Μας ξανάρχονται ένα ένα... » [« Ils nous reviennent un par un ... »], Efimerida ton Syntakton,‎ 22 octobre 2013 (lire en ligne, consulté le 11 octobre 2020). .
- (el) « Η ΓΙΟΡΤΗ ΤΟΥ ΜΙΣΟΥΣ ΣΤΟ ΜΕΛΙΓΑΛΑ - Η μαύρη εθνική Πηγάδα » [« LA CÉLÉBRATION DE LA HAINE À MELIGALA -Le puits national noir »], Eleftherotypía,‎ 11 septembre 2005 (lire en ligne, consulté le 20 septembre 2020). .
- (el) « Η ΑΓΙΟΓΡΑΦΙΑ ΒΛΑΠΤΕΙ ΣΟΒΑΡΑ ΤΗΝ ΙΣΤΟΡΙΑ » [« L'hagiographie nuit gravement à l'Histoire »], platy-kalamatas-messinias.gr,‎ 13 février 2017 (lire en ligne, consulté le 11 octobre 2020). .
- (el) Vasilis Nedos, « Το κλούβιο "αβγό του φιδιού" » [« La cage "œuf de serpent" »], To Vima,‎ 11 septembre 2005 (lire en ligne, consulté le 11 octobre 2020). .

## Source de la traduction
- (en) Cet article est partiellement ou en totalité issu de l’article de Wikipédia en anglais intitulé « Battle of Meligalas » (voir la liste des auteurs).